# Фуга (фильм)
«Фуга» (пол. Fuga) — польский драматический фильм Агнешки Смочиньской, в главной роли Габриэла Мускала (также автор сценария). Премьера состоялась на Каннском кинофестивале 2018-го года, в рамках секции «Неделя критики».
Фильм получил 5 различных наград и 14 номинаций.

## Сюжет
Алиция — женщина средних лет, страдающая от потери памяти — строит собственный свободный образ жизни. Против своей воли ей приходится вернуться в семью и взять на себя роль матери, жены и дочери. Однако муж и сын не узнают эту женщину, которая выглядит знакомой, но при этом ведет себя как чужая.

## В ролях
- Габриэла Мускала
- Лукаш Симлят
- Малгожата Бучковская